# Crocidura smithii
Crocidura smithii — вид ссавців із родини Soricidae. Зустрічається в Ефіопії, Сенегалі і, можливо, в Сомалі. Його природне середовище існування — суха савана. Його назвали на честь американського дослідника Східної Африки 19 століття Артура Дональдсона Сміта.